# باشگاه فوتبال سپیدرود رشت
باشگاه فوتبال سپیدرود رشت یکی از باشگاه های پرهوادار و قدیمی فوتبال ایران است که در شهر رشت، مرکز گیلان بنیان‌گذاری شد و در لیگ دسته دوم فوتبال ایران حضور دارد. نام سپیدرود برگرفته از بزرگ‌ترین رود گیلان و دومین رود بزرگ ایران، سفیدرود است که در پیدایش تمدن گیلان تأثیر داشته‌است.
سپیدرود اولین و آخرین تیمی از رشت است که موفق به فتح یک تورنمت محلی شده‌است. این تیم در سال ۱۳۵۳ تاسیس شد و در سال ۱۳۵۶ با سرمربیگری فریدون عسگرزاده در جام طلایی آقاخان که به مناسبت بزرگداشت امام چهل و نهم شیعیان بنگلادش (حضرت آقاخان علیه السلام) برگزار می شد و سه تیم از بنگلادش و هندوستان و ایران در آن شرکت می‌کردند شرکت نمود و با پیروزی برابر آباهانی بنگلادش به قهرمانی تورنمت محلی جام آقاخان رسید .

## تاریخچه
غلامرضا صومی این تیم را در سال در سال ۱۳۵۳ و همزمان با شروع بازی های آسیایی تهران تاسیس کرد و مقاله ای را با همین مضمون در شماره ۲۶۰ مجله دنیای ورزش به قلم خودش به چاپ رسانید.
متأسفانه در سال های اخیر عده ای سودجو با تغییر لوگوی باشگاه و جعل در تاریخ تاسیس آن از ۱۳۵۳ به ۱۳۴۷ تلاش برای از بین بردن زحمات غلامرضا صومی و سوء استفاده از این باشگاه را دارند.
به گواه بزرگان و پیشکسوتان سپیدرود از جمله احمد صومی، رسول حق شناس، ایرج خوالی، تورج نصر، سید علی محمدی، حسین مشکین زر، فرهاد حسین پور، حجت زرین صدف و سایر پیشکسوتان سپیدرود و همچنین فریدون عسکرزاده اولین مربی سپیدرود در سال ۱۳۵۵ این تیم به‌طور دقیق و قطع به یقین در سال ۱۳۵۳ توسط غلامرضا صومی تاسیس شد و تاریخ ۱۳۴۷ یک تاریخ موهومی و داستان باشگاه سلامت بخش یک روایت جعلی و خیالی برای تاریخچه سپیدرود می باشد که توسط برخی افراد معلوم الحال ساخته شده است.
سپیدرود در سال ۱۳۷۲ تحت نظر سپاه قدس گیلان قرار گرفت و با تغییر نام به "فجر سپیدرود" جزء تیم های نظامی قلمداد شد و تا سال ۱۳۸۸ که زیر نظر این ارگان ملی و محبوب نظامی بود علاوه بر استفاده از امکانات سپاه قدس گیلان از مزایای جذب سرباز نیز بهره جست و سربازان زیادی را از جمله علیرضا عسکرتورزن تحویل جامعه فوتبال داد.
در سال ۱۳۸۸ با انصراف سپاه قدس گیلان از تیمداری حرفه ای تیم سپیدرود رشت مجددا به هیئت فوتبال استان گیلان واگذار گردید.
در زیر اولین تصویر تیمی از تیم دوست داشتنی شهر زیبای رشت «سپیدرود رشت» در روزنامه دنیای ورزش مورخ ۲۱ آبان ۱۳۵۶ می بینید که بعد از اینکه زنده یاد غلامرصا صومی این باشگاه را در سال ۱۳۵۳ تاسیس کرد با متن نوشته ای از خود زنده یاد غلامرضا صومی در روزنامه دنیای ورزش به چاپ رسید.

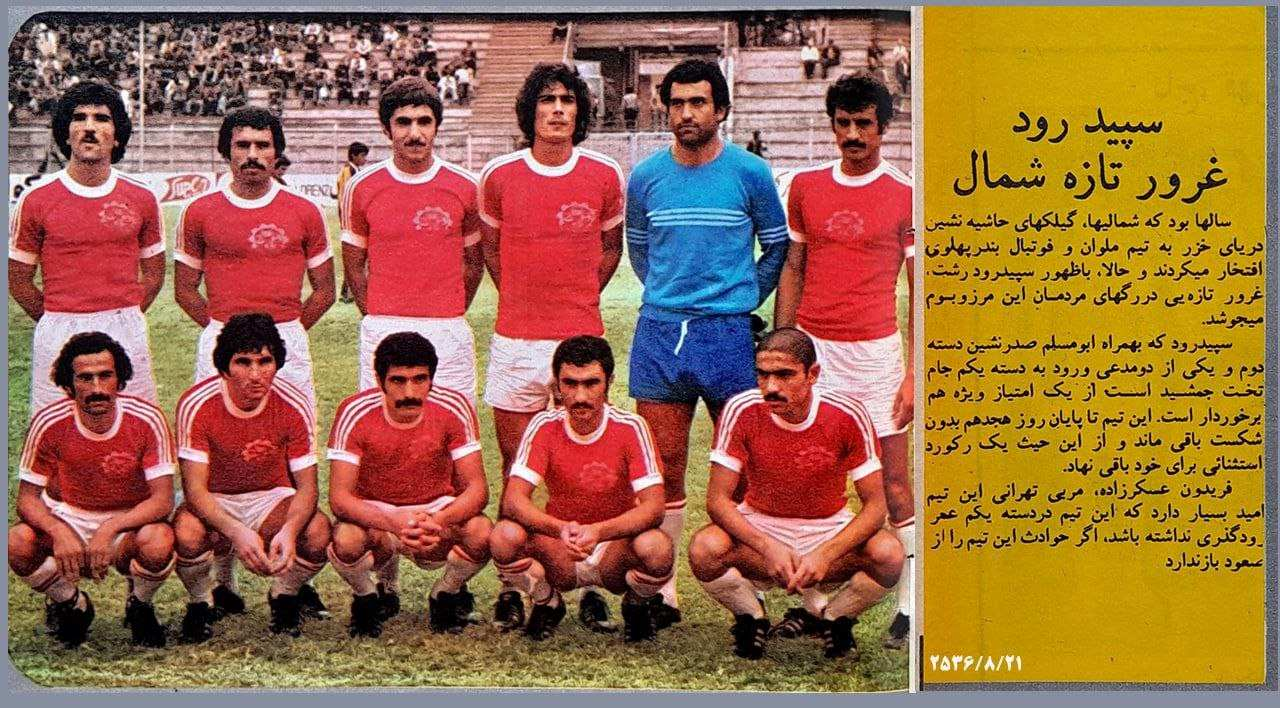
اولین تصویر تیمی از تیم دوست داشتنی شهر زیبای رشت «سپیدرود رشت» در روزنامه دنیای ورزش مورخ ۲۱ آبان ۱۳۵۶ بعد از اینکه زنده یاد غلامرصا صومی این باشگاه را در سال ۱۳۵۳ تاسیس کرد.

### بحران مالکیت و مدیریت
سپیدرود رشت بعد از ۲۵ سال دوری از سطح اول فوتبال کشور با حمایت‌های مالی بی سابقه شهرداری رشت و شورای اسلامی شهر رشت در دوره محمدعلی ثابت قدم در سال ۱۳۹۶ به لیگ برتر صعود کرد. اما با کارشکنی شورای شهر وقت رشت مانع از ادامه حمایت رسمی و خرید باشگاه توسط شهردار رشت شدند. سپیدرود در ابتدا در معامله‌ای سوری در اختیار نایب رئیس هیئت فوتبال گیلان قرار گرفت. فرد فاقد سرمایه مذکور بدون داشتن سرمایه با حمایت‌های دیگر اشخاص حقیقی و حقوقی مدتی سپیدرود را در اختیار داشت و سپس تیم سپیدرود در یک قرارداد موقت و مشروط در اختیار رئیس هیئت شطرنج استان گیلان قرار گرفت و این فرد با وعده‌هایی همچون تأمین هزینه‌های تیم با فروش آب معدنی در ورزشگاه برنامه‌های خود را اعلام کرد و در نهایت در حالی که تیم سپیدرود نیازمند پرداخت هزینه سفر به شهر اهواز بود مالکیت تیم در اختیار جواد تن‌زاده از فعالان اقتصادی خوشنام سپرده شد.
تن‌زاده همچنین علی کریمی را به عنوان سرمربی برگزید و با کوشش کادر فنی و بازیکنان همچنین هواداران رشتی تیم در لیگ برتر ماندگار شد ولی به علت کارشکنی و تفرقه افکنی هیئت فوتبال و اداره ورزش گیلان اختلاف بین علی کریمی و مالک سپیدرود به استعفا علی کریمی از تیم انجامید و سپس مالکیت از تن زاده علی‌رغم میل هواداران خلع ید شد و تیم سپیدرود رشت با مالکیت محمد نوین و سرمربیگری خداداد عزیزی در رقابت‌های لیگ برتر شرکت کرد.
پس از نتایج ضعیف خداداد عزیزی و عدم پاسخگویی مالک، دوباره مالکیت از ایشان گرفته شد و به علی کریمی و دوستان سپرده شد، اما در میانه نیم فصل دوم و پس از به‌دست آمدن نتایج ناامید کننده توسط علی کریمی، او هم از مالکیت و هم از سرمربی‌گری تیم جدا شد و نادر دست نشان جایگزین وی و مالکیت هم به کیومرث بیات واگذار شد.
ولی در پایان بازی‌های لیگ، سپیدرود به لیگ دسته اول سقوط کرد.
سپیدرود در لیگ دسته اول فصل ۹۹–۱۳۹۸ هم با مربیگری علی نظرمحمدی، نادر دست نشان و سهیل حق‌شناس نتوانست در لیگ بماند و در فاصله یک هفته مانده به پایان فصل، به لیگ دسته دوم سقوط کرد.
در ۱۵ آذر ۱۴۰۰، زمانی‌که سپیدرود دومین سال حضورش در لیگ دسته دوم را سپری می‌کرد، مالکیت سپیدرود از کیومرث بیات به علیرضا نوید واگذار شد و او به مدت یک‌سال مالکیت سپیدرود را بر عهده داشت، اما در تاریخ ۸ اسفند ۱۴۰۱ و زمانی‌که سپیدرود سومین سال حضور خود در لیگ دسته دوم را سپری می‌کرد، علیرضا نوید طی نامه‌ای انصراف خود را به مدیرکل ورزش و جوانان استان گیلان اعلام کرد و در تاریخ ۱۰ اسفند ۱۴۰۱ طی مذاکراتی مابین علیرضا نوید با داریوش بهشتی متقاضی خرید سپیدرود، باشگاه فرهنگی ورزشی سپیدرود به صورت رسمی به ایشان واگذار شد.
سپیدرود هم‌اکنون در لیگ دسته دوم حضور دارد.

## بازیکنان کنونی
آخرین بروزرسانی: ۱۶ آذر ۱۴۰۲
| شماره |       | نقش       | بازیکن           |
| ----- | ----- | --------- | ---------------- |
| ۱     | ایران | دروازه‌بان | محمدحسین ناییجی  |
| ۲     | ایران | مدافع     | محمدرضا دامادی   |
| ۴     | ایران | مدافع     | حسین خیری        |
| ۶     | ایران | هافبک     | میلاد سیار       |
| ۷     | ایران | مهاجم     | نیما پاکدل       |
| ۸     | ایران | هافبک     | سیامک علیزاده    |
| ۹     | ایران | مهاجم     | میلاد قربانزاده  |
| ۱۰    | ایران | مهاجم     | میلاد پورصف‌شکن   |
| ۱۱    | ایران | هافبک     | الیاس صالحی      |
| ۱۳    | ایران | مهاجم     | محمدرضا حیدری    |
| ۱۵    | ایران | مدافع     | ماهان سروی       |
| ۱۷    | ایران | هافبک     | علیرضا قادری‌نژاد |

| شماره |       | نقش       | بازیکن          |
| ----- | ----- | --------- | --------------- |
| ۱۸    | ایران | مدافع     | راستین تنهای    |
| ۲۰    | ایران | مدافع     | بهتاش میثاقیان  |
| ۲۲    | ایران | دروازه‌بان | پویا نیکنام     |
| ۴۶    | ایران | هافبک     | علی پرویزی      |
| ۵۰    | ایران | دروازه‌بان | شهاب عادلی      |
| ۶۶    | ایران | مدافع     | علی رضا مصطفایی |
| ۷۲    | ایران | هافبک     | بابک رجبی       |
| ۷۷    | ایران | مهاجم     | امیرعباس حسنی   |
| ۷۹    | ایران | مدافع     | امید نافذ       |
| ۸۸    | ایران | هافبک     | دانیال کردستانی |
| ۹۰    | ایران | مهاجم     | رضا مستعلی پور  |

## کادرفنی کنونی
از تاریخ ۴ مرداد ۱۴۰۲
| کادرفنی باشگاه سپیدرود رشت | کادرفنی باشگاه سپیدرود رشت |
| مسئولیت                    | نام                        |
| -------------------------- | -------------------------- |
| سرمربی                     | -                          |
| مربی                       | فرهاد بهادرانی             |
| مربی                       | علی رضا نظیف کار           |
| مربی دروازه‌بان‌ها           | منصور قربانی               |
| مربی بدنسازی               | محمد کاظم زاده             |
| آنالیزور                   | محمد جهانگیری              |
| فیزیوتراپیست               | احمدرضا فیروزی             |
| ماساژور                    | علی عمویی ، علی نیکوبین    |
| مدیر رسانه‌ای               | رادنی‌دیدار                 |
| سرپرست تیم                 | سهیل حق‌شناس                |

## ورزشگاه

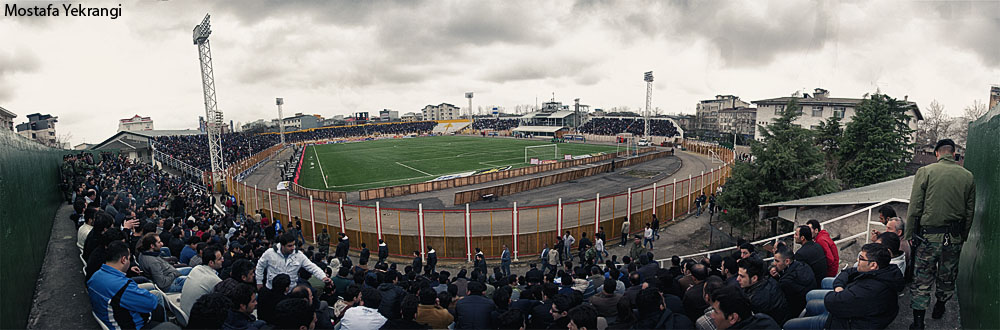

ورزشگاه عضدی رشت یک ورزشگاه چند منظوره با چمن طبیعی است که در یکی از نقاط مرکزی شهر رشت، در خیابان جهان‌پهلوان نامجو قرار دارد.
سپیدرود بازی‌های خانگی خود در لیگ دسته دوم و جام حذفی را در این ورزشگاه برگزار می‌کند.

## هواداران سپیدرود

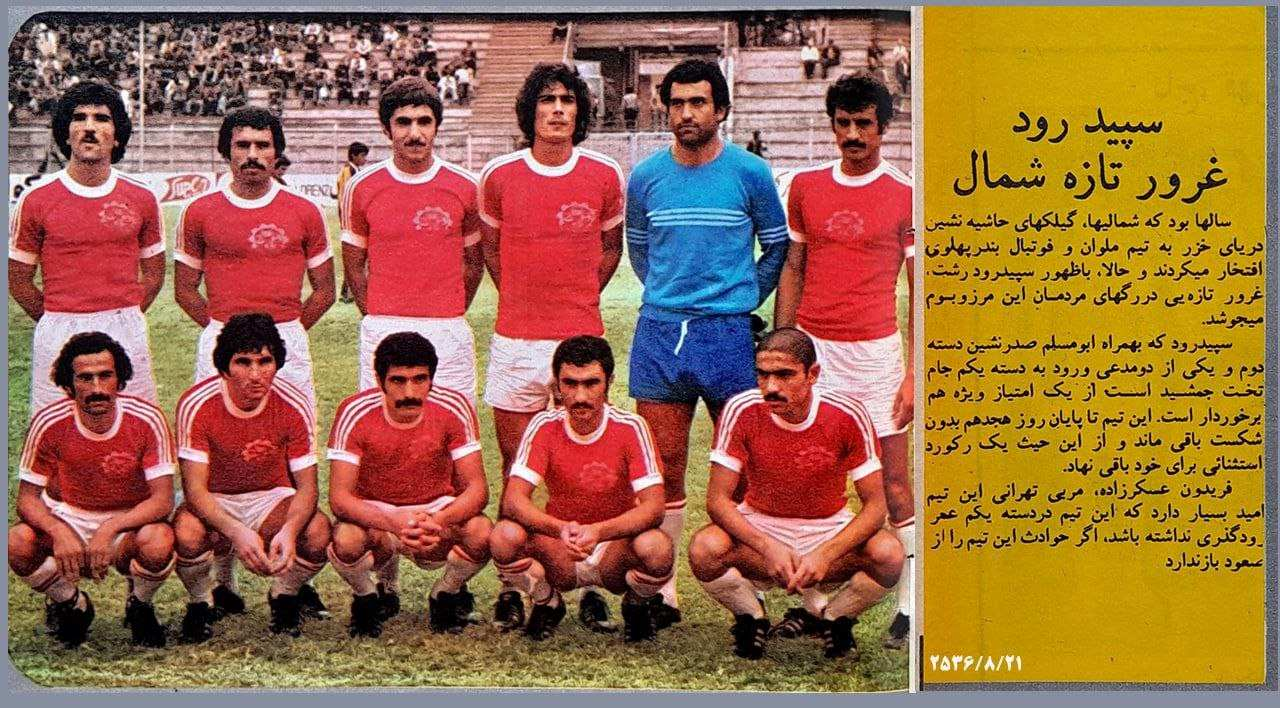
سپیدرود پس از اینکه در سال ۱۳۵۳ تاسیس شد دو سال در هیچ مسابقه ای شرکت نکرد و غلامرضا صومی تا سال ۱۳۵۵ به مدت دو سال مشغول تدارک و جمع آوری تیم خود شد تا اینکه اولین بار سپیدرود رشت در سال ۱۳۵۵ در لیگ دسته دوم کشوری پا به عرصه فوتبال نهاد و زندگی فوتبالی خود را آغاز کرد. در این راستا برای اولین بار تصویری از سپیدرود رشت در روزنامه دنیای ورزش مورخ ۲۱ آبان ۱۳۵۶ پس از تاسیس سپیدورد در سال ۱۳۵۳ با متنی از شادروان غلامرضا صومی به چاپ رسید که مرحوم صومی در آن چنین نوشت: ***سالها بود که شمالی ها و گیلک های حاشیه نشین دریای خزر به تیم ملوان و فوتبال بندرپهلوی افتخار می کردند و حالا با ظهور سپیدرود رشت غرور تازه ای در رگ های مردمان این مرز و بوم می جوشد***

سپیدرود پس از داماش گیلان به عنوان دومین باشگاه فوتبال در رشت، در میان مردم رشت کاملاً شناخته‌شده‌است.
عموم مردم شهر رشت همواره پیگیر سپیدرود هستند و این تیم متعلق به هوادارانش است و سال‌هاست که با هوادارانش زنده است. این تیم دارای هوادارانی پرشور و با تعصب است که همواره همراه این تیم هستند و هیچ‌وقت تنهایش نمی‌گذارند. هواداران سپیدرود این تیم را فراتر از یک باشگاه و مایه غرور و افتخار خود می‌دانند و همواره پیگیر آن هستند. حتی دیده شده‌است است که هواداران پرشور سپیدرود در بازی‌های خارج از خانه نیز تیم محبوب‌شان را تنها نگذاشته و همراهش بوده‌اند.
درک هوادارن سپیدرود از تیم و شرایطش اجازه نداده که این تیم اسیر حواشی و گرفتاری بشود. سپیدرود هم در بالاترین قله فوتبال ایران قرار گرفته و هم تجربه سقوط را داشته اما هوادارانش هیچ‌وقت اجازه ندادند که این تیم دچار بحران شود.
در دو فصلی که سپیدرود در لیگ برتر خلیج فارس حضور داشت، میانگین هواداران سپیدرود در هر بازی خانگی ۸۲۳٬۶۴۷ نفر بود. سپیدرود با وجود کمبود ظرفیت در ورزشگاه خانگی، از پرتماشاگرترین تیم‌های استان گیلان است.
در نظرسنجی برنامه نود در اردیبهشت ماه سال ۱۳۹۶، سپیدرود چهارمین تیم پرهوادار گیلان از نگاه بینندگان آن برنامه شد.

## افراد برجسته سپیدرود

### بازیکنان برجسته سپیدرود
| - صادق نادری - محمد همرنگ - ناصر آذربرا - مهرداد استوار - خسرو اولیأ - محمد احمدپور - سید علی افتخاری - حسین بیگی - محمدحسن بهلول - جمشید پذیرا - عبدالله پندیدن - کاظم پیش‌نمازی - حجت تقی‌زاده - جاوید جهانگیری - سیروس جوشیری - مجید جهانپور - بهروز چوکان‌زو - رسول حقدوست - سید محمد حسینی - سهیل حق‌شناس | - فرهاد حسین‌پور - حسن حاجی‌پور - حمید حقیقی - یوسف حسن‌طلب - عباس حداد - مهرداد خداپرست - مصطفی خمامی - ایرج خوالی - شهریار دوستدار - منوچهر دانش - محمدعلی رافع - جعفر روحی - حجت زرین‌صدف - ایرج زهرابی - بیژن زرین‌بال - محمدرضا شیدفر - اصغر شیرپور - خسرو صلح‌کنان | - حسین صبوری - حجت طاهری - علاءالدین عترتی - علی علافی - محمد غلامی - عباس غایب‌دوست - میثم فردوسی - محمد قاسمی - ادیب قدس - محمد قرق‌رحمت - کاوه کاویان‌پور - حسین کامیاب - حسین کعبی - جمشید محمدی - رضا مسافری - تقی مهجویی - حمیدرضا منصوری - سعید متقی‌طلب | - سید علی محمدی - هادی مصطفوی - پرویز مسعودی - حسین مشگین‌زر - جمشید محمدی - غلام موسی‌پور - شایان مصلح - رضا مودب‌پور - سید هادی موسوی - محمدرضا مهدوی - رضا نیک‌نظر - مهرزاد نوغانی - مهرداد هوشنگی - امید هرندی - مهیار یاسری |

### مربیان برجسته سپیدرود
| - حسن آذرنیا - حسن اشجاری - فرشاد پیوس - مجید جهانپور | - سهیل حق‌شناس - فرهاد حسین‌پور - نادر دست‌نشان - حسن روشن | - احمد صومی - فریدون عسگرزاده - علی کریمی |

### بازیکنان خارجی سپیدرود
سپیدرود یکی از معدود باشگاه‌های فوتبال ایران بود که از بازیکن خارجی استفاده نمی‌کرد، اما در نقل و انتقالات زمستانی فصل ۹۸–۹۷، ۲ بازیکن خارجی به سپیدرود پیوستند.
نخستین بازیکنان خارجی که برای سپیدرود بازی کردند لوکا نوزادزه و رومن چاچوا بودند که در روز ۲۶ بهمن ۱۳۹۷ در هفته هجدهم فصل ۹۸–۹۷ برابر ماشین‌سازی تبریز ۹۰ دقیقه بازی کردند.
| # | نام          | ملیت    | پست   | مدت بازی                  | تعداد بازی |
| - | ------------ | ------- | ----- | ------------------------- | ---------- |
| ۱ | لوکا نوزادزه | گرجستان | مدافع | ۲۵ دی ۱۳۹۷ – ۱۰ تیر ۱۳۹۸  | ۹          |
| ۲ | رومن چاچوا   | گرجستان | مدافع | ۹ بهمن ۱۳۹۷ – ۱۰ تیر ۱۳۹۸ | ۲          |

- هردو نفر سابقه بازی در تیم ملی فوتبال زیر ۲۱ سال گرجستان را دارند.

## نماد، رنگ و نشان‌واره سپیدرود

### نماد
نام سپیدرود برگرفته از بزرگ‌ترین رود گیلان و دومین رود بزرگ ایران، سفیدرود است که در پیدایش تمدن گیلان تأثیر داشته‌است.
در سال ۱۳۵۳ قرار شد نخستین دوره مسابقات لیگ سراسری برگزار شود تا فوتبال از حالت محلات خارج شده و به سمت حرفه‌ای گام بردارد. در همین سال یعنی اواخر سال ۱۳۵۳ و با شروع بازی‌های آسیایی غلامرضا صومی بنیان‌گذار این تیم، سپیدرود را تاسیس کرد.
رود سفیدرود نماد این باشگاه می‌باشد ولی آن‌ها به «ارتش سرخ گیلان»، «ستاره سرخ گیلان»، «ماهی‌ها» و «پسران باران» نیز معروف هستند. شعار تیم سپیدرود «گر سپیدرود بخشکد، ماهی‌ها می‌میرند» است.

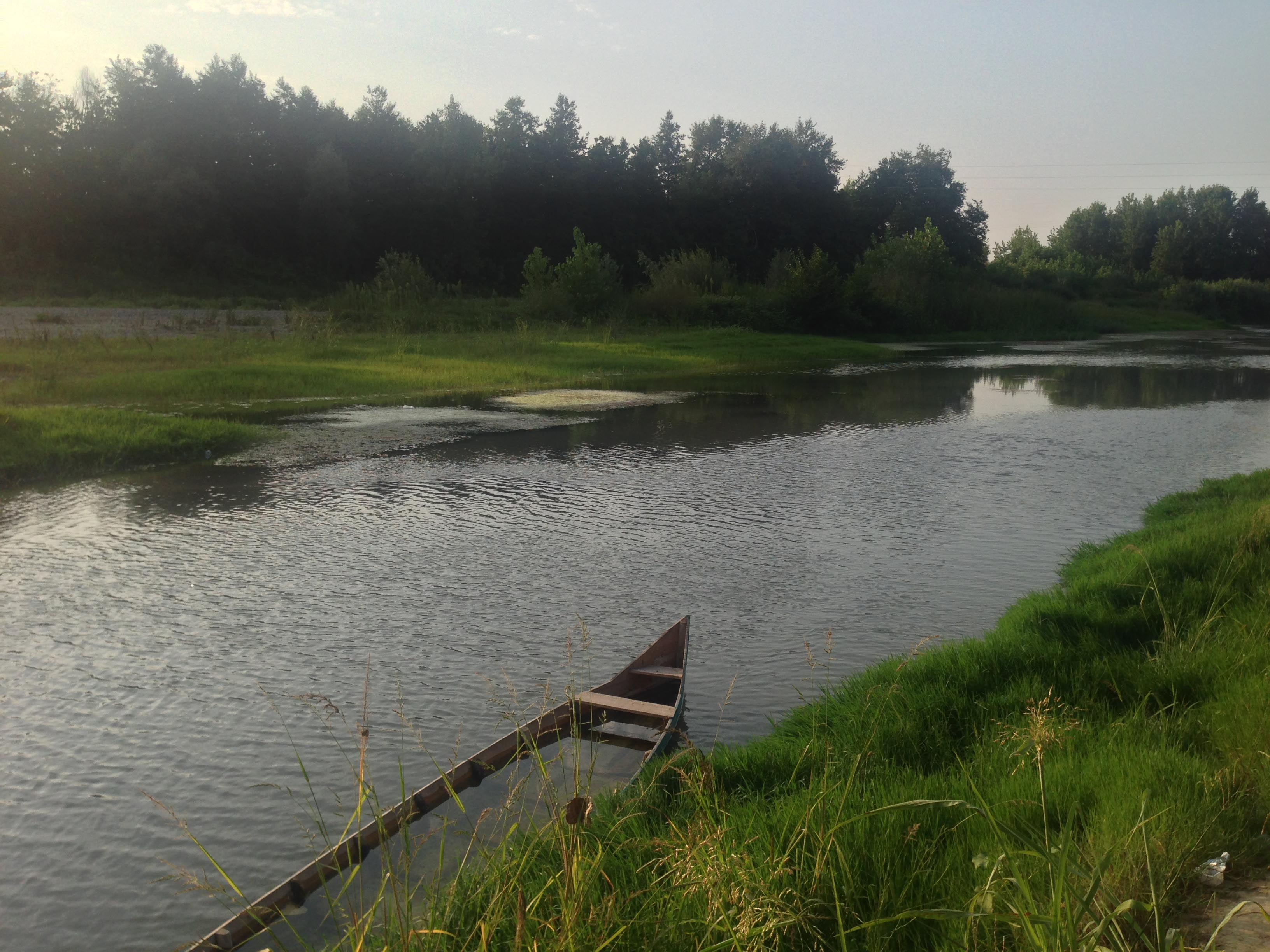
رود سفیدرود، نماد باشگاه سپیدرود رشت

### رنگ
رنگ قرمز یکی از مهم‌ترین نمادهای باشگاه فوتبال سپیدرود به‌شمار می‌آید. البته در برخی از فصول، به همراه رنگ قرمز از رنگ سفید نیز در لباس سپیدرود استفاده شده‌است که رنگ دوم تیم محسوب می‌شود، در برخی فصول نیز رنگ لباس تیم، ترکیبی از رنگ قرمز به همراه یک رنگ دیگر مانند سیاه بوده‌است.
در مجموع همواره رنگ پیراهن اول سپیدرودی‌ها از بدو تأسیس تاکنون قرمز می‌باشد و پیراهن دوم آن‌ها به رنگ سفید است.

### نشان‌واره
سپیدرود در طول تاریخ خود ۳ نشان‌واره داشته‌است. اولین نشان‌واره باشگاه یک نشان‌واره بیضی شکل بود که درون آن شکل یک رود و نماد المپیک و کلمه SEPIDROOD مورد استفاده قرار گرفته‌بود و در بالا و پایین نشان‌واره کلمات باشگاه فرهنگی ورزشی سپیدرود بود. این نشان‌واره به مدت ۳ سال بدون تغییر باقی ماند تا اینکه در سال ۱۳۸۵ دومین نشان‌واره سپیدرود طراحی شد. در این نشان‌واره شکل بیضی که در نشان‌واره قبلی به کار می‌رفت درون یک دایره قرار گرفت. در بالای بیضی کلمات باشگاه فرهنگی ورزشی و در پایین آن کلمه سپیدرود با خط نستعلیق قرار گرفت. همچنین دور نشان‌واره با کلمات SEPIDROOD SPORTS & CULTURAL CLUB پوشانده‌شد. سومین نشان‌واره سپیدرود در سال ۱۳۹۷ طراحی شد که به شکل یک سپر بود. در این لوگو هم نقش رود در وسط سپر قرار گرفت و زیر آن، دو خوشه طلایی برنج قرار گرفت. اما پس از انتقاداتی که به این نشان‌واره شد، باشگاه سپیدرود تصمیم گرفت از فصل ۹۹–۱۳۹۸ دوباره از نشان‌واره قبلی خود استفاده کند.

۱۳۹۲–۱۳۵۳
۱۳۹۷–۱۳۹۲
۱۳۹۸–۱۳۹۷
۱۳۹۸–اکنون